# Enkel majoritet

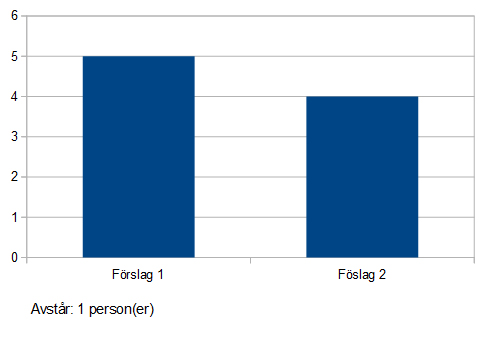
I detta exempel har Förslag 1 fått flest antal röster av de personer som deltagit i omröstningen och därmed uppnått en enkel majoritet.

Enkel majoritet innebär att ett förslag vid en omröstning måste stödjas av mer än hälften av det totala antalet avgivna röster. Att det krävs enkel majoritet för att ett förslag ska gå igenom är det vanligaste vid omröstningar. Om det inte särskilt anges vilken majoritet som avses i stadgar eller liknande avser man i regel enkel majoritet.
När enkel majoritet krävs, räknar man alltså bort dem som avstår från att rösta eller som är frånvarande.
Exempel: elva personer skall rösta i en fråga och det finns två förslag till beslut. Om fem personer röstar på förslag 1, fyra personer på förslag 2 och två personer avstår från att rösta, så har förslag 1 fått stöd av en enkel majoritet (fem röster av nio avgivna röster). För att få stöd av en absolut majoritet hade förslag 1 dock behövt stöd från minst sex personer (mer än hälften av dem som har rösträtt).